# Kärrbräken
Kärrbräken (Thelypteris palustris) är en växtart i familjen ormbunksväxter.